# 鲘溪乡
鲘溪乡，是中华人民共和国广东省揭阳市普宁市下辖的一个乡镇级行政单位。

## 区划沿革
普宁市辖乡。1959年建国营鲘溪林场，1972年鲘溪林场体制分为国营和农村集体两部分，1989年增挂鲘溪乡人民政府牌子。

## 行政区划
鲘溪乡下辖以下地区：
矿坑村、平洋村、埔楼村、坑楼村、半径村和圆明村。